# Grupo BestFork Experience
O grupo BestFork Experience é um conglomerado de restaurantes fundado pelo restaurateur Marcelo Torres, com sede no Rio de Janeiro. O grupo é conhecido por sua diversidade culinária, incluindo especialidades em frutos do mar, culinária italiana, culinária asíatica e contemporânea. Ao longo de sua trajetória, recebeu reconhecimentos por críticos gastronômicos e foi premiado em diversas ocasiões, consolidando sua reputação no setor de alimentação.
Foi fundado em 1993 por Marcelo Torres, iniciando com a abertura do restaurante Giuseppe. Com a crescente popularidade e sucesso, expandiu suas operações para incluir uma variedade de restaurantes temáticos. Ao longo dos anos, o grupo continuou a expandir seu portfólio de restaurantes, cada um com um conceito e culinária únicos. Essa expansão incluiu tanto a abertura de novas unidades quanto a introdução de novas marcas sob o guarda-chuva do grupo. 

## Reconhecimento e prêmios
Em 2019, Torres foi premiado como Empreendedor do Ano, em reconhecimento ao seu impacto no fortalecimento da economia carioca e sua contribuição ao setor de gastronomia.
O grupo conquistou diversos prêmios de destaque no setor gastronômico. O Giuseppe Grill foi reconhecido repetidas vezes com o Prêmio Rio Show de Gastronomia na categoria de Melhor Carne e recebeu recomendações do importante Guia Michelin e reconhecimento da Accademia Italiana della Cucina, que destaca a autenticidade da culinária italiana. Além disso, em 2023, recebeu o Prêmio Chef dos Chefs e, em 2024, um dos restaurantes do grupo entrou para a lista  Best  Award of Excellence da revista Wine Spectator pela sua excelência nas cartas de vinhos.